# Okręg wyborczy nr 23 do Senatu Rzeczypospolitej Polskiej
Okręg wyborczy nr 23 do Senatu Rzeczypospolitej Polskiej obejmuje obszar części miasta na prawach powiatu Łodzi (województwo łódzkie) – osiedla: Bałuty Zachodnie, Bałuty-Centrum, Bałuty-Doły, im. Józefa Montwiłła-Mirecki, Julianów-Marysin-Rogi, Karolew-Retkinia Wschód, Katedralna, Koziny, Lublinek-Pienista, Łagiewniki, Nad Nerem, Radogoszcz, Retkinia Zachód-Smulsko, Stare Polesie, Śródmieście-Wschód, Teofilów-Wielkopolska, Zdrowie-Mania, Złotno. Wybierany jest w nim 1 senator na zasadzie większości względnej.
Utworzony został w 2011 na podstawie Kodeksu wyborczego. Po raz pierwszy zorganizowano w nim wybory 9 października 2011. Wcześniej obszar okręgu nr 23 należał do okręgu nr 9.
Siedzibą okręgowej komisji wyborczej jest Łódź.

## Reprezentanci okręgu
| Rok  | Rok  | Senator        | Komitet wyborczy                           |
| ---- | ---- | -------------- | ------------------------------------------ |
|      | 2011 | Maciej Grubski | Platforma Obywatelska RP                   |
| 2015 |      | Maciej Grubski | Platforma Obywatelska RP                   |
|      | 2019 | Artur Dunin    | KKW Koalicja Obywatelska PO .N iPL Zieloni |
| 2023 |      | Artur Dunin    | KKW Koalicja Obywatelska PO .N iPL Zieloni |

## Wyniki wyborów
Symbolem „●” oznaczono senatora ubiegającego się o reelekcję.

### Wybory parlamentarne 2011
| Kandydat                                                                                      | Kandydat           | Komitet wyborczy                           | Głosów | Głosów | Głosów |
| Kandydat                                                                                      | Kandydat           | Komitet wyborczy                           | Liczba | %      | +/–    |
| --------------------------------------------------------------------------------------------- | ------------------ | ------------------------------------------ | ------ | ------ | ------ |
|                                                                                               | Maciej Grubski ●   | Platforma Obywatelska RP                   | 76 862 | 41,50  | –      |
|                                                                                               | Dominik Sankowski  | Prawo i Sprawiedliwość                     | 43 773 | 23,64  | –      |
|                                                                                               | Włodzimierz Fisiak | KWW Unia Prezydentów – Obywatele do Senatu | 26 617 | 14,37  | –      |
|                                                                                               | Elżbieta Hibner    | KWW Elżbiety Hibner                        | 25 361 | 13,69  | –      |
|                                                                                               | Piotr Biliński     | KWW Piotr Biliński – Obywatel w Senacie    | 12 587 | 6,80   | –      |
| Frekwencja: 56,70% Liczba głosów ważnych: 185 200 (96,05%) Źródło: Państwowa Komisja Wyborcza |                    |                                            |        |        |        |

● Maciej Grubski reprezentował w Senacie VII kadencji (2007–2011) okręg nr 9.

### Wybory parlamentarne 2015
| Kandydat                                                                                      | Kandydat                 | Komitet wyborczy          | Głosów | Głosów | Głosów |
| Kandydat                                                                                      | Kandydat                 | Komitet wyborczy          | Liczba | %      | +/–    |
| --------------------------------------------------------------------------------------------- | ------------------------ | ------------------------- | ------ | ------ | ------ |
|                                                                                               | Maciej Grubski ●         | Platforma Obywatelska RP  | 72 276 | 40,45  | –1,05  |
|                                                                                               | Elżbieta Więcławska-Sauk | Prawo i Sprawiedliwość    | 53 157 | 29,75  | +6,11  |
|                                                                                               | Andrzej de Lazari        | Nowoczesna Ryszarda Petru | 33 971 | 19,01  | –      |
|                                                                                               | Dariusz Antkiewicz       | KORWiN                    | 19 264 | 10,78  | –      |
| Frekwencja: 57,51% Liczba głosów ważnych: 178 668 (96,91%) Źródło: Państwowa Komisja Wyborcza |                          |                           |        |        |        |

### Wybory parlamentarne 2019
| Kandydat                                                                                      | Kandydat          | Komitet wyborczy                           | Głosów  | Głosów | Głosów |
| Kandydat                                                                                      | Kandydat          | Komitet wyborczy                           | Liczba  | %      | +/–    |
| --------------------------------------------------------------------------------------------- | ----------------- | ------------------------------------------ | ------- | ------ | ------ |
|                                                                                               | Artur Dunin       | KKW Koalicja Obywatelska PO .N iPL Zieloni | 134 414 | 67,17  | +7,70  |
|                                                                                               | Dominik Sankowski | Prawo i Sprawiedliwość                     | 65 710  | 32,83  | +3,08  |
| Frekwencja: 68,52% Liczba głosów ważnych: 200 124 (96,80%) Źródło: Państwowa Komisja Wyborcza |                   |                                            |         |        |        |

### Wybory parlamentarne 2023
| Kandydat                                                                                      | Kandydat        | Komitet wyborczy                           | Głosów  | Głosów | Głosów |
| Kandydat                                                                                      | Kandydat        | Komitet wyborczy                           | Liczba  | %      | +/–    |
| --------------------------------------------------------------------------------------------- | --------------- | ------------------------------------------ | ------- | ------ | ------ |
|                                                                                               | Artur Dunin ●   | KKW Koalicja Obywatelska PO .N iPL Zieloni | 155 496 | 71,81  | +4,64  |
|                                                                                               | Jan Tomaszewski | Prawo i Sprawiedliwość                     | 61 049  | 28,19  | –4,64  |
| Frekwencja: 78,98% Liczba głosów ważnych: 216 545 (97,21%) Źródło: Państwowa Komisja Wyborcza |                 |                                            |         |        |        |